# Pałac Targowy w Poznaniu
Pałac Targowy (Pawilon Przemysłu Metalowego, Pawilon nr 12) – pawilon wystawienniczy Międzynarodowych Targów Poznańskich zlokalizowana przy ul. Głogowskiej 14, w sąsiedztwie Hali Przemysłu Ciężkiego i budynku administracyjnego.
Pawilon obok budynku administracyjnego jest jednym z dwóch obiektów o charakterze pałacowym, jakie stanowiły oprawę dla wejścia na tereny Targów Poznańskich od strony Dworca Głównego. Wzniesiony został w latach 1924-1925 na V Targi Poznańskie, według projektu Stefana Cybichowskiego jako element budowy stałej infrastruktury wystawienniczej miasta. Podczas Powszechnej Wystawy Krajowej pełnił rolę Pawilonu Przemysłu Metalowego.
W 1945, po zakończeniu działań wojennych, urządzono tutaj składnicę bezpańskich mebli i sprzętów gospodarstwa domowego. Wnioski o ich przydział można było składać w Zarządzie Miejskim.
Obiekt jest żelbetowy, dwukondygnacyjny (pierwotnie z dwiema salami), zbudowany na rzucie prostokąta i nakryty dachem dwuspadowym. Posiadał klasyczne ozdoby – attyki, ryzality i joński portyk głównej elewacji z herbem Poznania. Doznał silnych zniszczeń podczas II wojny światowej – utracił wtedy większość dekoru, w tym attyki, co znacząco wpłynęło na utratę pierwotnych proporcji bryły.